# Xylotrechus brevicillus
Xylotrechus brevicillus är en skalbaggsart som beskrevs av Louis Alexandre Auguste Chevrolat 1863. Xylotrechus brevicillus ingår i släktet Xylotrechus och familjen långhorningar. Inga underarter finns listade i Catalogue of Life.